# Арнасайская система озёр
Арнаса́йская систе́ма, Айда́ро-Арнаса́йская система, Арнасайские озёра (узб. Arnasoy ko‘llari) — система бессточных озёр в Узбекистане, которая включает в себя Айдаркуль, Тузкан и Восточно-Арнасайские озёра. Расположена в солончаковой впадине на крайнем востоке пустыни Кызылкум, к юго-западу от Шардаринского водохранилища. Общая площадь озёр — 4000 км².
До середины XX века Арнасайская низменность (которая называлась также Голодная степь) оставалась высохшим соляным озером на протяжении большей части года. Только весной в не очень обширной низине на короткое время появлялось озеро Тузкан, которое полностью исчезало с наступлением жаркой погоды.

## Комментарии
1. ↑  Название «Арнасайские озёра» может обозначать и систему в целом, и одну из её частей: комплекс мелких озёр на северо-востоке водного бассейна. Чтобы избежать путаницы, для последних используют название Восточно-Арнасайские озёра